# Osman Pepe
Osman Pepe (* 7. August 1954 in Akçaabat) ist ein türkischer Politiker. 
Pepe gehört der Regierungspartei AKP an und ist Parlamentsabgeordneter für die Provinz Kocaeli. Zuvor war er bereits als Mitglied der Wohlfahrtspartei und der Tugendpartei ins türkische Parlament gewählt worden. Er setzte das erste türkische Tierschutzgesetz durch. Er war Minister für Umwelt und Wald im Kabinett Gül und im Kabinett Erdoğan I.